# Kordofan

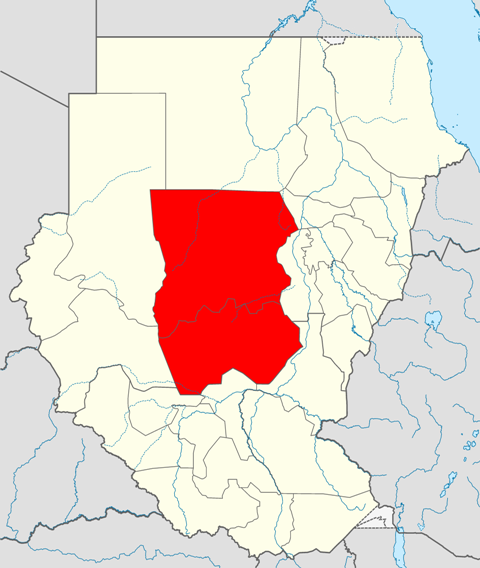
Kordofan

Kordofan of Kurdufan is een vroegere provincie van Soedan. In 1994 werd het verdeeld in drie federale deelstaten: Noord-Kordofan, Zuid-Kordofan en West-Kordofan. Die laatste staat werd in 2005 opgeheven en verdeeld onder de twee andere, maar is in juli 2013 opnieuw gevormd.

## Geografie
Kordofan heeft een oppervlakte van 146.932 km². In 2000 woonden er 3,6 miljoen mensen (3 miljoen in 1983). Het is een grotendeels vlak gebied, met het Noeba-gebergte in het zuidoosten.
Tijdens het regenseizoen van juni tot september is het gebied vruchtbaar, maar in het droge seizoen is het vrijwel woestijn. 
De belangrijkste stad van het gebied is El Obeid.
De traditionele economische activiteit wordt gevormd door de productie van Arabische gom. Andere gewassen die er geteeld worden zijn aardnoten, katoen en gierst.
De belangrijkste etnische groepen zijn de Noeba's, Sjiloek en Dinka. 
De grote weidegebieden worden gebruikt door de Arabischsprekende, semi-nomadische Baggara en kamelenhoudende Kababish aan.
Kordofiaanse talen worden gesproken door een kleine minderheid in het zuiden en is uniek voor het gebied, net als de Kado talen.

## Geschiedenis
Kordofan werd in 1822 ingelijfd als provincie van Egypte door Mehmet Ali. Mahdi Mohammed Ahmad ibn Abd Allah veroverde El Obeid in 1883. De Brits-Egyptische overheid stuurde onder leiding van de Britse generaal William Hicks een expeditieleger naar het gebied, dat echter werd aangevallen en vernietigd in de Slag bij Sheikan ten zuiden van El Obeid. Nadat de Britten het hadden heroverd in 1898, werd Kordofan een provincie van Anglo-Egyptisch Soedan.